# Выгостровская ГЭС
Выгостровская гидроэлектроста́нция — ГЭС на реке Нижний Выг в Карелии. Входит в Каскад Выгских ГЭС.

## Общие сведения
Строительство ГЭС началось в 1959, закончилось в 1961. Пуск первого гидроагрегата состоялся 13 декабря 1961. ГЭС построена по плотинно-деривационной схеме.
Состав сооружений ГЭС:
- насыпная плотина длиной 520 м и наибольшей высотой 9,5 м;
- насыпные дамбы общей длиной 358 м;
- бетонная водосбросная плотина длиной 60,4 м;
- подводящий деривационный канал длиной 380 м;
- здание ГЭС совмещенного типа длиной 49,7 м;
- отводящий канал длиной 170,5 м;
- однокамерный шлюз Беломорско-Балтийского канала.

По напорным сооружениям ГЭС проложен автомобильный переход.
Мощность ГЭС — 40 МВт, среднегодовая выработка — 233 млн. кВт·ч. В здании ГЭС установлено 2 поворотно-лопастных гидроагрегата мощностью по 20 МВт, работающих при расчетном напоре 12 м. Производитель гидротурбин (4 лопасти, диаметр рабочего колеса 5,5 м) и гидрогенераторов — ОАО «Силовые машины». Часть оборудования ГЭС устарела, требуется его модернизация.
Напорные сооружения ГЭС (длина напорного фронта 0,9 км) образуют водохранилище площадью 4,63 км², полной и полезной ёмкостью 18 и 0,23 млн м³. При создании водохранилища было затоплено 35 га сельхозугодий, перенесено 28 строений.
ГЭС спроектирована институтом «Ленгидропроект».
Выгостровская ГЭС входит в состав ПАО «ТГК-1».